# 大西洋飲料
大西洋飲料股份有限公司（簡稱大西洋飲料、大飲）是1965年李鴻略成立的飲料製造商，總部位於臺灣新北市三重區，主要生產的商品是果汁類碳酸飲料、瓶裝水等，代表產品為蘋果西打。

## 歷史
1965年7月24日，大西洋飲料由菲律賓華僑李鴻略在臺灣投資創立，他向美國謝斯尼斯（CosCo）公司取得蘋果西打的商標授權、配方與原料，在台灣設廠；同時邀請香港屈臣氏公司入股，提供工廠生產及管理技術。1966年，京都念慈菴老闆謝兆邦接任大西洋飲料董事長，當時大飲工廠位於今桃園市平鎮區，產品以蘋果西打為主。
1976年，大西洋飲料以交叉持股方式，取得國信食品、旭順食品股權。1979年，李鴻略等原始股東將大西洋飲料、國信食品、旭順食品股權整包出售給蔡辰男的國泰信託，蔡辰男出任大飲董事長。因謝斯尼斯將蘋果西打的商標、配方與原料出售給果是高公司，果是高於1980年與大飲簽訂專屬特許權與授權合約。
1981年4月，大西洋飲料在臺灣證券交易所股票上市。
1985年，十信案爆發，大西洋飲料及國信、旭順三間公司的股權由鴻源投資取得。
1990年，鴻源機構倒閉，引發鴻源案。鴻源破產管理人推舉周仲綱、張佑群、孫幼英擔任大飲董事代表。
因為果是高於1989年將授權轉移給賴比瑞亞商果是高國際公司，引起授權爭議。大西洋飲料在美國提起訴訟，但敗訴。1990年，果是高國際提出要求終止與大飲的授權合約及收回商標權。1994年，周仲綱、張佑群、孫幼英因為大西洋飲料股權糾紛告上法院。孫幼英經由悅勝投資公司收購原為大飲最大股東的寶亞公司股權，透過三間投資公司收購股權同意書，取得大飲經營權。1995年，孫幼英出資80萬美元向果是高國際取得蘋果西打商標、配方與銷售特許等權利。
大西洋飲料曾承攬國道服務區OT案，包含國道五號石碇服務區、國道一號新營服務區、國道三號關廟服務區（2008年11月起營運）等經營業務。
2013年至2019年8月間，大西洋飲料總經理孫幼英涉嫌使公司「虛偽採購糖原料」，掏空公司資金新台幣1億852萬8,700元。孫掏空大飲的動機，疑為挽救國信食品的財務狀況。
2023年5月，大西洋飲料遭桃園市政府衛生局要求暫停生產蘋果西打，總停產比例高達全公司99%。同年9月初，大飲發布重大訊息，指出將處分不動產籌措資金。
2024年12月12日，大西洋飲料舉辦法人說明會，預計2025年營收全面恢復正常、股票從全額交割股恢復正常交易；法人說明會最後，董事長蘇芸樂大喊「蘋果西打重磅回歸」，呼籲支持本土企業。

## 外部連結
- 官方网站